# Gondal
Pour les articles homonymes, voir Gondal (homonymie).
Gondal est une ville de l'État du Gujarat en Inde.

## Lieux et monuments
- Palais Naulakha : ce palais, datant du XVIIe siècle est le plus ancien de Gondal. Fleuron de l'architecture gujaratie, le bâtiment est remarquable pour sa façade, sa colonnade et ses balcons (jharokha) ouvragés. L'intérieur, sans grand intérêt, renferme une impressionnante collection de cadeaux reçus par le mahârâja Bhagwatsimhjî Sagramjî lors de son jubilé d'argent (25 ans à la tête de Gondal). À l'arrière du palais, se trouve un harem moins ornementé.

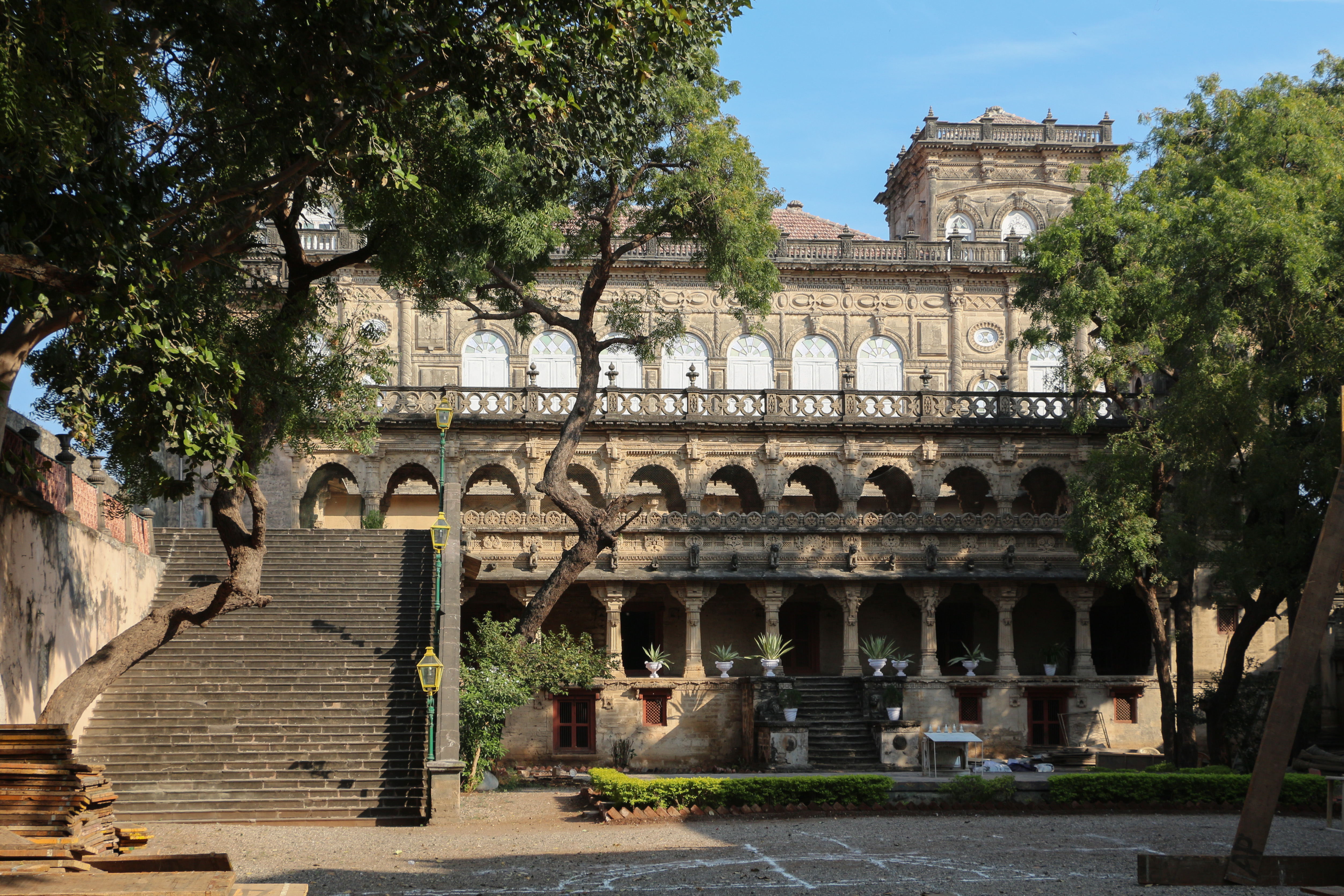
Vue du palais
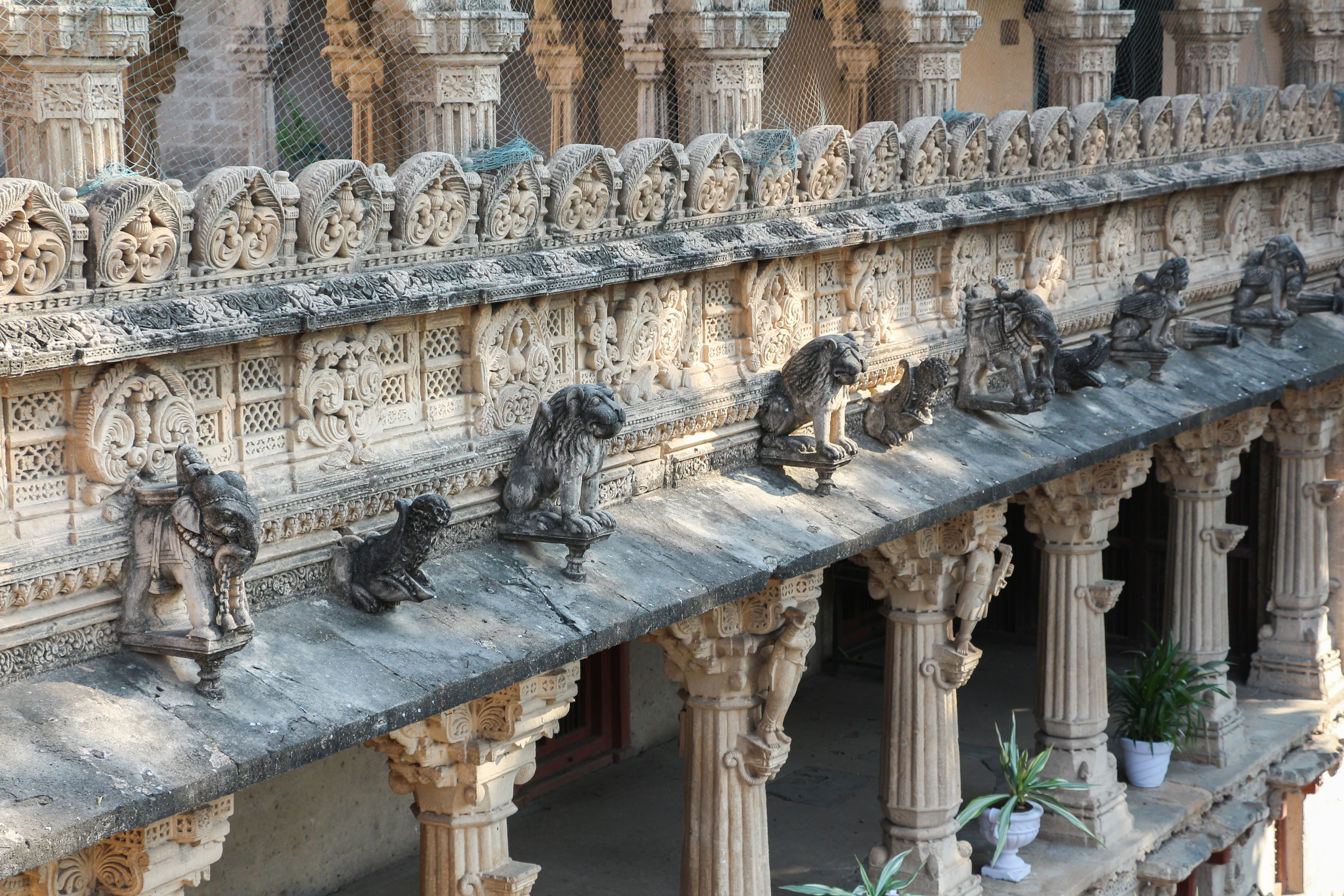
Détail du palais
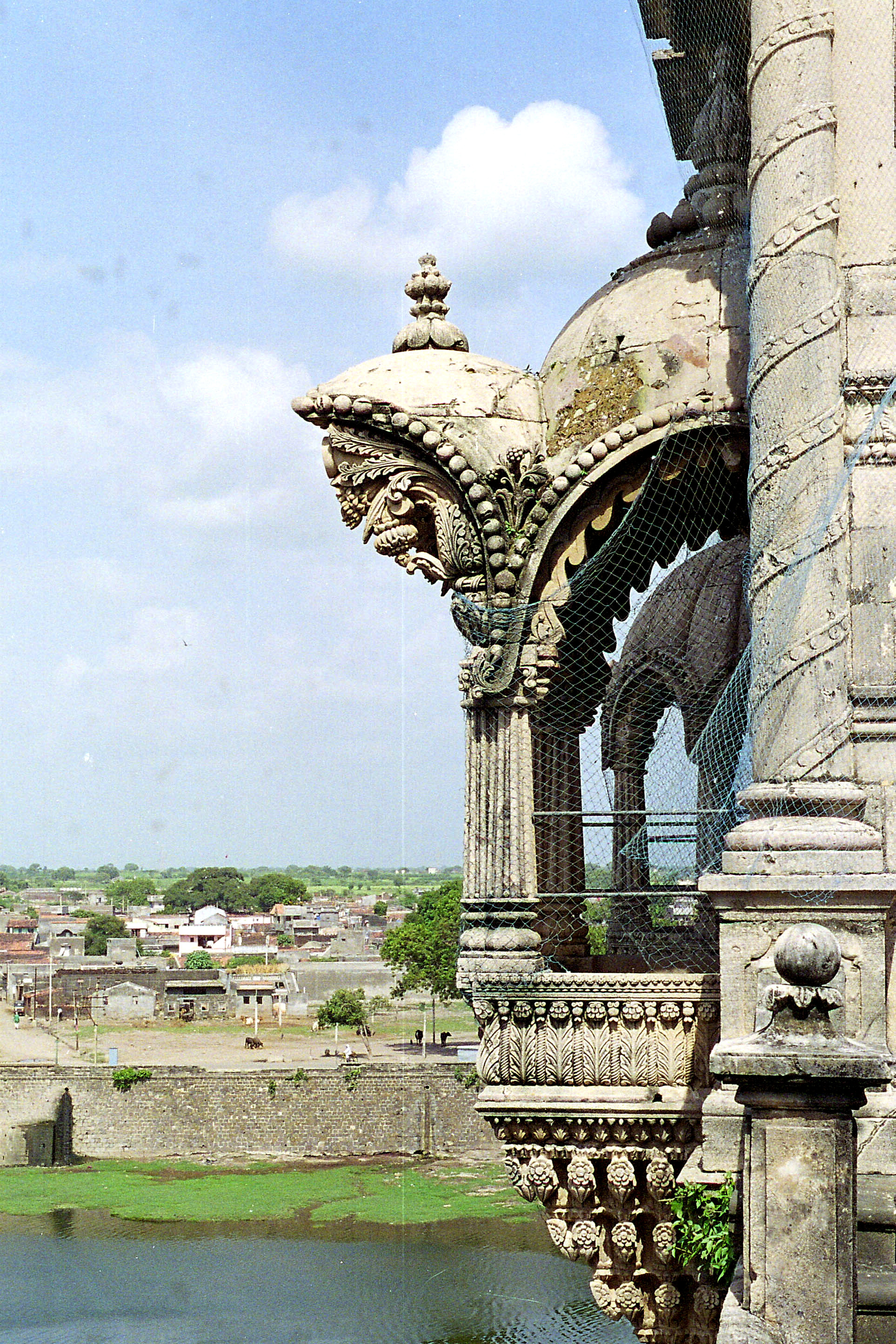
Balcon
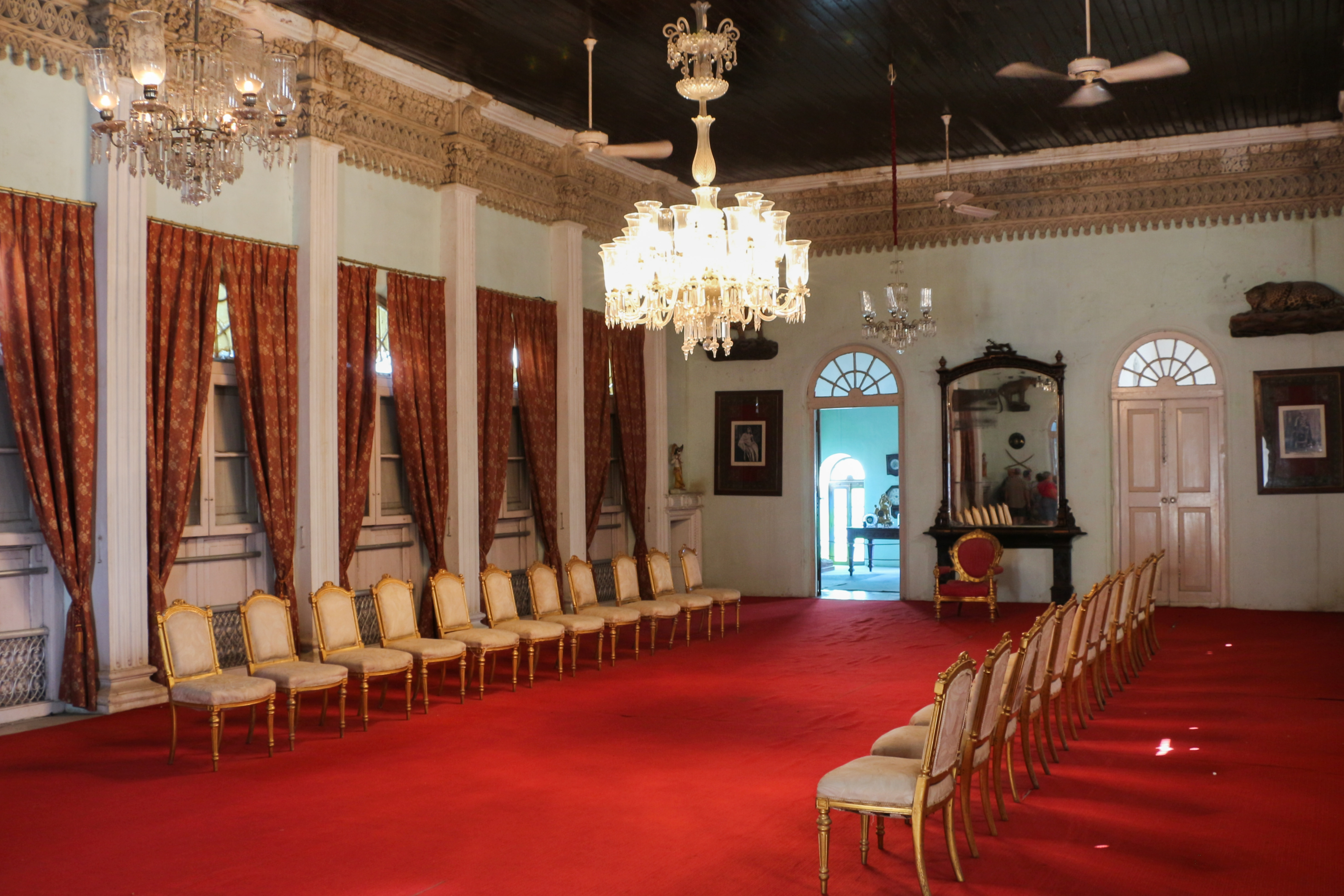
Intérieur

- Palais Huzoor : connu également sous le nom de « Palais Orchad », c'est aujourd'hui le lieu de résidence de la famille royale. Ce lieu est surtout remarquable pour ses immenses jardins.

- Villa coloniale Riverside : construite en 1875 par le mahârâja Bhagwatsimhjî Sagramjî pour son fils Yuvraj Bhojrajî, cette maison de style colonial est maintenant un hôtel « Héritage ».

## Histoire
Gondal était la capitale d'un État princier dont les souverains portaient le titre de thakur puis de mahârâja.

### Liste des thakurs puis mahârâjas
- 1679 - 1714 : Sagramjî I
- 1714 - 1753 : Halojî
- 1753 - 1790 : Kumbhojî II
- 1790 - 1792 : Malubhai
- 1792 - 1800 : Dajîbhai Mulujî
- 1800 - 1812 : Devabhai (Devajî), né en 1769, mort en 1812
- 1812 - 1814 : Nathubhai (Nathujî Devajî), mort en 1814
- 1814 - 1821 : Kanujî Devajî (+1821)
- 1821 - 1841 : Chandrasimhjî II Devajî (1797-1841)
- 1841 - 1851 : Bhanabhai Devajî (+1851)
- 1851 – 1869 : Sagramjî II Devajî (1823-1869)
- 1869 - 1944 : Bhagwatsimhjî Sagramjî (1865-1944)
- 1944 - 1948 : Bhojirajjî (1883-1952)

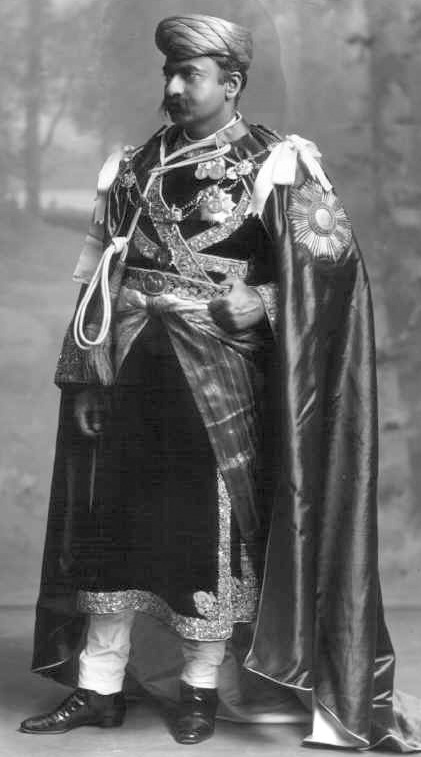
Le mahârâja Bhagwatsimhjî Sagramjî